# Sevgil Musayeva
Sevgil Musayeva (en ukrainien : Севгіль Мусаєва, tatar de Crimée : Sevgil Hayretdın Qızı Musaieva) est une journaliste ukrainienne de Crimée, en Ukraine, rédactrice en chef de l'Ukrayinska Pravda et initiatrice de la création du portail Web Krym_SOS.

## Biographie
Née le 18 juin 1987 à Juma près de Samarcande, Sevgil est retournée avec sa famille en Crimée en 1989 lorsque les restrictions contre les Tatars de Crimée en Union soviétique ont été abandonnées. Ils s'installent à Kertch, dans l'oblast de Crimée. De 2004 à 2010, elle étudie à l'Institut de journalisme de l'Université de Kiev. Au cours de cette période, elle travaille également pour diverses agences de presse et éditeurs commerciaux tels que Ekonomichni novyny, Delo, et Vlast deneg.
De juin 2011 à août 2013, elle travaille comme correspondante pour "Forbes Ukraine" jusqu'à ce qu'il soit racheté par Serhiy Kourtchenko. Elle participe au début d'Euromaïdan et crée des reportages pour le projet Hubs sur Facebook. En février 2014, elle lance le site web Hubs en tant que portail Web d'informations commerciales, dont elle devient la rédactrice en chef. Après l'annexion de la Crimée par la Russie en 2014, elle devient l'une des fondatrices du projet Internet Krym_SOS. Depuis octobre 2014, elle est rédactrice en chef d'Ukrayinska Pravda.
En 2016, Sevgil est nommée au Top 30 under 30 Award par le Kyiv Post.
En 2022, elle reçoit le prix d'honneur Albert Londres
.
La même année,  elle figure sur la liste des 100 personnalités les plus influentes de 2022, publiée sur le site Web du Time Magazine.